# Susa
Susa (/ˈsuːsə/; tiếng Ba Tư: شوش Shush; [ʃuʃ]; Hebrew שׁוּשָׁן Shushān; Hy Lạp: Σοῦσα [ˈsuːsa]; tiếng Syriac: ܫܘܫ Shush; Ba Tư cổ: Çūšā) là một thành phố cổ Proto-Elamite, Elam, Đế quốc Ba Tư thứ nhất, Parthian và Sasanid của Iran. Đây là một trong những thành phố quan trọng nhất Cận Đông. Nó nằm ở phía dưới dãy Zagros, cách khoảng 250 km (160 mi) về phía đông của sông Tigris, giữa các sông Karkheh và Dez. Địa điểm này hiện tại bao gồm ba gò khổng lồ, có diện tích khoảng một kilômét vuông được gọi là Apadana, Acropolis và Ville Royale.
Thị trấn hiện đại Shush ngày nay nằm trên khu vực của Susa cổ đại. Shush cũng là thủ phủ hành chính của huyện Shush, tỉnh Khuzestan. Nó cũng được xác định là Shushan được nhắc đến trong Sách Esther và các sách Kinh Thánh khác.

## Tên
Trong tiếng Elamite, thành phố có nhiều tên khác nhau như Ŝuŝan, Ŝuŝun. Nguồn gốc của từ Susa là từ vị thần bảo hộ thành phố Inshushinak.